# Національний театр комічної опери (Париж)
Національний театр комічної опери (фр. Théâtre national de l’Opéra-Comique, скорочено Опера-Комік фр. Opéra-Comique) — оперний театр в Парижі, заснований в 1715 році й спочатку призначений для постановки комічних опер.
Найбільше значення театр мав в XIX столітті, коли він став одним з центрів національної культури. У цей період в театрі пройшли світові прем'єри багатьох відомих опер, в тому числі «Кармен» Бізе.
У 1973–1990 роках театр функціонував як оперна студія при Паризькій опері, де працювали молоді співаки, диригенти та режисери.

## Історія
Театр був заснований трупою Готьє де Сент-Едме і Катрін Барон для постановки музичних вистав французькою мовою, на противагу італійській опері, яка домінувала по всій Європі. Королівський дозвіл на відкриття нового театру зобов'язував трупу ставити такі спектаклі, в яких вокальні номери чергувалися б зі сценічним діалогом, щоб таким чином новий проєкт не створював конкуренції Паризькій опері.
У XVIII столітті театр переживав фінансові труднощі, він не раз закривався на один або кілька сезонів; період найбільшого злету був пов'язаний з керівництвом Жана Монне  і Шарля-Симона Фавара в 1740–1750-х роках. У 1783 році для театру було споруджено будинок на площі Буальдьє у II окрузі Парижа, із залом для глядачів на 1100 місць. Це будівля згоріла 15 січня 1838 року під час представлення опери Моцарта «Дон Жуан».
У 1840 році було побудовано нову будівлю «Опера-Комік», що відкрився постановкою опери Фердінана Герольда «Луг переписувачів». На цій сцені відбувся ряд найважливіших прем'єр в історії французької і світової музики, в тому числі перша вистава опери Жоржа Бізе «Кармен» (3 березня 1875), прем'єри опер Амбруаза Тома, Даніеля Обера, Жуля Массне, а також перше виконання кантати Гектора Берліоза «Прокляття Фауста» (6 грудня 1846). 25 травня 1887 року цей театр також був знищений пожежею, під час вистави «Міньона» Тома; загинуло 87 осіб.
Третю будівлю Опера-Комік, чинну понині, було побудовано за проєктом Луї Берньє. ЇЇ урочисто відкрив 7 грудня 1898 року президент Франції Фелікс Фор. Серед найбільш значних подій цього періоду — прем'єра опери Клода Дебюссі «Пеллеас і Мелізанда» 30 квітня 1902 року.
У другій половині XX століття «Опера-Комік» на деякий час втратила свою самостійність, ставши одним з підрозділів Паризької опери, проте в 1990 року її автономія була відновлена.